# Riccardo Zanella
Riccardo Zanella (Fiume, 27 giugno 1875 – Roma, 30 marzo 1959) è stato un politico italiano, capo del Partito autonomista fiumano e presidente dello Stato libero di Fiume.

## Biografia
La madre, Teresa Antoncich, era originaria dalla Carniola e il padre Giovanni proveniva dalla provincia di Vicenza.
Completati gli studi superiori a Fiume, a Budapest si iscrisse all'accademia superiore di commercio. Assunto nel 1899 alla civica scuola maschile in via Ciotta, fondò anche un istituto di studi economici fiumano.
Luigi Ossoinack, potente armatore fiumano e principale sponsor del partito autonomo di Michele Maylender, lo assunse nel 1897. Zanella collaborò con Maylender alla fondazione dell'Associazione Autonoma 1899 e del suo giornale "La Difesa". Eletto rappresentante comunale nel 1901, fu appoggiato da Luigi Ossoinack, dopo la sua rottura con Maylender, come controcandidato a Ludovico Batthyanyi. Zanella non fu eletto, ma fu nominato presidente del consiglio scolastico di Fiume, affermandosi come il più popolare politico di Fiume.
Agli inizi della sua carriera politica, durante lo scontro tra liberalismo e il radicalismo in Ungheria, Zanella emerse come il leader locale della fazione kossuthista di Fiume. Divenne il leader dell'Associazione Autonoma, noto anche come Partito Autonomista a Fiume, dopo che Michele Maylender rassegnò le dimissioni nel 1901. Con Zanella il partito si volse al Partito dell'indipendenza kossuthiano per il supporto, abbandonando il liberalismo per il nazionalismo populista italiano (ma che dei kossuthiani ereditava lo stile e a Fiume collaborava con il nazionalista croato Frano Supilo).
Eletto al parlamento ungherese nel 1905, si diede subito da fare per propugnare l'autonomia della città e fu tra i promotori della Giovine Fiume. Fu eletto podestà di Fiume nel 1914, ma la sua nomina venne bloccata dal veto del sovrano Francesco Giuseppe I d'Austria.
Durante la prima guerra mondiale, Zanella, inquadrato in una unità ungherese, si arrese subito ai russi. Nel 1916 giunse a Roma dove fondò un comitato Pro Fiume e Carnaro in risposta al comitato jugoslavo di Frano Supilo e Trumbic, dando inizio ad una campagna di agitazione per l'annessione di Fiume all'Italia (non prevista dal Patto di Londra).
Rientrato a Fiume nel 1918, fu accolto da eroe, ma presto prese le distanze dal Consiglio Nazionale italiano di Fiume, che aveva assunto i poteri.

### L'impresa di Fiume
Al termine della prima guerra mondiale, inizialmente sostenne l'occupazione di Fiume compiuta dai legionari dannunziani per proclamare l'annessione della città all'Italia. Tuttavia, quando i dannunziani e gli irredentisti cittadini iniziarono a limitare le libertà d'espressione dei cittadini, divenne loro oppositore.
Quando i dannunziani proclamarono nuove elezioni comunali il 26 ottobre 1919, proponendo una lista irredentista guidata da Riccardo Gigante, Zanella invitò i cittadini ad astenersi. Molti autonomisti, tuttavia, parteciparono alle elezioni, convinti che avrebbero dimostrato l'autodeterminazione della città. La lista annessionistica vinse con circa il 77% dei consensi e Gigante divenne sindaco della città, ufficialmente proclamato il 26 novembre. 
Nei mesi successivi Zanella dovette abbandonare la città, in quanto leader riconosciuto dell'opposizione a d'Annunzio.
Il 20 aprile 1920 gli autonomisti di Riccardo Zanella con l'appoggio dei socialisti, proclamarono lo sciopero generale.

### Lo Stato libero di Fiume
Una volta esaurita l'avventura dannunziana della Reggenza italiana del Carnaro, Zanella presiedette lo Stato libero di Fiume dal 5 ottobre 1921 fino al colpo di Stato nazionalista del 3 marzo 1922. 
Fin dal suo insediamento, il governo autonomista fu ostacolato da una coalizione di nazionalisti, fascisti e ex-legionari dannunziani guidata da Riccardo Gigante e Giovanni Host-Venturi. L'opposizione fascio-nazionalista innescò una serie ininterrotta di disordini. Il 1º marzo 1922 quando l'ex legionario fiumano Alfredo Fontana morì durante uno scontro con la polizia, l'opposizione colse il momento per il colpo di mano finale. Il 3 marzo i fascisti triestini, guidati da Francesco Giunta, appoggiati anche dal 26º battaglione di fanteria di stanza nella città attaccarono il palazzo del governatore, occupandolo. 
Zanella, catturato dai fascisti, fu costretto con la forza a firmare una dichiarazione di dimissioni:
(Riccardo Zanella)
I nazionalisti dichiararono immediatamente l'annessione della città all'Italia. Il governo di Roma - che secondo il trattato di Rapallo era responsabile della sicurezza del piccolo Stato - diede inizio a un periodo di commissariato militare. Uno dei commissari designati fu il nazionalista dannunziano, Giovanni Giuriati (che nel 1919 era stato il regista dell'impresa di Fiume).

### L'esilio
Zanella fu costretto a lasciare la città, e si stabilì a Porto Re seguito da gran parte dell'Assemblea Costituente. 
Dall'esilio continuò a seguire le vicende politiche della città, e fu molto deluso nel vedere il definitivo tramonto dell'autonomia fiumana. Zanella aderì all'antifascismo attivo, e con gli autonomisti Antonio Luksich Jamini ed Angelo Adam, perseguì un'intensa opera di propaganda. Visse a Belgrado fino al 1934, poi si spostò a Parigi, dove rimase fino all'inizio della seconda guerra mondiale.
Al termine della guerra, Zanella fu l'ultimo difensore dell'italianità della città, opponendosi all'annessione di Fiume alla Jugoslavia. Nel 1945 chiese alle Nazioni Unite e al Consiglio dei Ministri degli Esteri (un'emanazione della conferenza di Potsdam) di restaurare lo stato libero di Fiume. Lo stato fiumano era stato la "prima vittima del fascismo", prima dell'Etiopia e dell'Albania. I suoi sforzi furono vani. 
Morì a Roma nel 1959. È sepolto a Roma, al cimitero del Verano.